# Jakob IV av Skottland
Jakob IV av Skottland, född 17 mars 1473, död 9 september 1513, kung av Skottland från 1488 till sin död, son till Jakob III av Skottland och Margareta av Danmark. Gift 1503 med Margareta av England, dotter till Henrik VII av England.
Jakob hade av de upproriska proklamerats som kung mot sin far och kröntes 1488. Han stärkte den skotska statens inflytande över de västliga öarna. Han understöd till en pretendent av huset York ledde till krig med England 1496-97. Det avvecklades genom hans giftermål med Henrik VII:s dotter. Hans förbindelser med Frankrike mot Henrik ledde till ett nytt krig 1513. Under en invasion av England samma år besegrades och dödades han i slaget vid Flodden.
Barn:
1. Jakob V av Skottland född 1512.